# Open de Gibraltar de snooker
L'Open de Gibraltar (Gibraltar Open en anglais) est un tournoi international de snooker de catégorie classée qui se déroule au Tercentenary Sports Hall de Gibraltar.

## Historique
Créé pour la saison 2015-2016 de snooker et programmé en décembre 2015, ce tournoi constituait la cinquième épreuve du championnat du circuit des joueurs en qualité de tournoi mineur. 
Pour la saison 2016-2017, le tournoi est élevé au statut de classé, c'est-à-dire de niveau majeur et comptant pour le classement mondial, est programmé au mois de mars 2017. Judd Trump remporte l'édition 2020 et s'adjuge le bonus de 150 000 £ de la BetVictor European Series.
Trump défend son titre avec succès l'année suivante et devient le premier joueur a remporter deux fois le tournoi.
En 2021, le tournoi se dispute pour la première fois en dehors de Gibraltar, au Marshall Arena (en) de Milton Keynes.
En 2022, Robert Milkins remporte son premier tournoi classé à l'âge de 46 ans et Stuart Bingham réalise le neuvième break maximum de sa carrière.

## Palmarès
| Année                             | Lieu                              | Vainqueur                         | Finaliste                         | Score                             | Saison                            |
| Open de Gibraltar (classé mineur) | Open de Gibraltar (classé mineur) | Open de Gibraltar (classé mineur) | Open de Gibraltar (classé mineur) | Open de Gibraltar (classé mineur) | Open de Gibraltar (classé mineur) |
| --------------------------------- | --------------------------------- | --------------------------------- | --------------------------------- | --------------------------------- | --------------------------------- |
| 2015                              | Gibraltar                         | Marco Fu                          | Michael White                     | 4–1                               | 2015-2016                         |
| Open de Gibraltar (classé)        |                                   |                                   |                                   |                                   |                                   |
| 2017                              | Gibraltar                         | Shaun Murphy                      | Judd Trump                        | 4–2                               | 2016-2017                         |
| 2018                              | Gibraltar                         | Ryan Day                          | Cao Yupeng                        | 4–0                               | 2017-2018                         |
| 2019                              | Gibraltar                         | Stuart Bingham                    | Ryan Day                          | 4–1                               | 2018-2019                         |
| 2020                              | Gibraltar                         | Judd Trump                        | Kyren Wilson                      | 4–3                               | 2019-2020                         |
| 2021                              | Milton Keynes                     | Judd Trump (2)                    | Jack Lisowski                     | 4–0                               | 2020-2021                         |
| 2022                              | Gibraltar                         | Robert Milkins                    | Kyren Wilson                      | 4–2                               | 2021-2022                         |

## Bilan par pays
| Pays           | Joueurs | Total | Premier titre | Dernier titre |
| -------------- | ------- | ----- | ------------- | ------------- |
| Angleterre     | 4       | 5     | 2017          | 2022          |
| Hong Kong      | 1       | 1     | 2015          | 2015          |
| Pays de Galles | 1       | 1     | 2018          | 2018          |